# Jules Tréfousse
Jules Tréfousse, né le 17 octobre 1809 à Lunéville (Meurthe), mort le 6 septembre 1894, est un homme d'affaires français, notamment connu pour avoir fondé et développé la Ganterie de Chaumont et comme maire de Chaumont (Haute-Marne).

## Biographie
Jules Tréfousse, issu d'une famille de drapiers et de gantiers, et Chaumont, capitale de la ganterie depuis le Moyen Âge, ne pouvaient qu'être amenés à se rencontrer. L'itinéraire de capitaine d'industrie du premier a permis à la seconde de connaître un essor économique sans précédent pendant près d'un siècle.
Jules Tréfousse voit le jour à Lunéville, en 1809, dans une famille israélite d'au moins six enfants. Son père, Moyse, est fabricant de draps, son oncle est gantier. Le grand-père, d'origine alsacienne, tenait un magasin d'étoffes à Lunéville, avant la Révolution, puis il avait créé une filature. Jules Tréfousse appartient donc à un milieu plutôt aisé dans lequel la famille occupe une place prépondérante. Il s'associera d'ailleurs par la suite avec ses cousins pour fonder son entreprise, en 1855.